# Krew Chrystusa zbierana przez św. Franciszka
Krew Chrystusa zbierana przez św. Franciszka (wł. Sangue di Cristo raccolto da san Francesco) – obraz włoskiego malarza renesansowego Carla Crivellego z ok. 1490–1500.

## Historia
Nie jest znana historia powstania dzieła. Prawdopodobnie należało do któregoś z franciszkanów i było przez niego używane w celach religijnych. Ślady zawiasu na drewnianym spodzie sugerują, iż obraz był wyposażony w pokrywę. W czasie prac restauracyjnych odkryto w dolnej części po lewej stronie podpis autora. Podpisujący nazwał siebie MILES VERUS (łac. kawaler prawdziwy), co pozwala na datowanie dzieła po roku 1490. W 1490 Ferdynand II z Neapolu nadał malarzowi tytuł rycerski. Podpis w całości: OPUS CAROLI CRIVELLI VENETI / MILES VERUS.

## Opis i styl
Mimo niewielkich rozmiarów obraz jest bardzo bogaty w szczegóły, jak prawdziwa miniatura. Artysta namalował kolumnę ubiczowania ze sznurami do skrępowania skazanego, włócznię, którą przebito Chrystusowi bok, kij z gąbką nasączoną żółcią. Stojący Chrystus trzyma krzyż, do którego poziomej belki przybite są pozostałe narzędzia męki (gwoździe, korona cierniowa, bicze). Zbawiciel prawą ręką wskazuje na ranę w boku, z której tryska krew. Św. Franciszek z Asyżu klęczy i do trzymanego przez siebie kielicha zbiera spływający strumień. Artysta zaznaczył stygmaty na stopach Biedaczyny. Adamaszkowa tkanina w tle niejako izoluje postacie od miejsca, w którym zostały przedstawione. To zabieg dobrze znany w weneckim malarstwie tego okresu. Obie postacie spoglądają na siebie. Pozbawione liści drzewo ma symbolizować śmierć, ale nie ostateczną.
Temat Krwi Pańskiej i jej Bożej natury w ciągu trzech dni przebywania Jezusa w otchłani wzbudzał w okresie powstania dzieła szereg dyskusji. Do najsławniejszych należała kontrowersja pomiędzy franciszkaninem św. Jakubem z Marchii i dominikaninem Jakubem z Brescii, której kontynuacji zaniechał papież Pius II, wydając 1 sierpnia 1464 bullę Ineffabilis summi providentia Patris. Papież zakazywał dalszego spierania się, pozostawiając wiernym możliwość osobistego kultu. W ikonografii katolickiej temat ten jest rzadki. Występował przede wszystkim w dziełach powstających pod wpływem szkoły weneckiej (np. Krew Odkupiciela Giovanniego Belliniego z 1460-1465 czy Chrystus między aniołami i narzędziami Męki Vittore Carpacciego z 1496). Przedstawienie św. Franciszka, zbierającego Krew Pańską jest tematem niezwykle rzadkim, jeśli nie jednorazowym w swoim rodzaju. Motyw ten musiał być szczególnie bliski zamawiającemu dzieło.
Na odwrocie znajduje się ślad po zarysie jakiegoś symbolu heraldycznego.